# Angelica ampla
Angelica ampla är en flockblommig växtart som beskrevs av Aven Nelson. Angelica ampla ingår i släktet kvannar, och familjen flockblommiga växter. Inga underarter finns listade i Catalogue of Life.